# حمام گلشن (تهران)
حمام گلشن بنایی متعلق به دوران قاجار است که در استان تهران ، شهر تهران، خیابان شهید مصطفی خمینی (سیروس سابق)، نبش کوچه بالاگر (گلشن)، روبروی امامزاده اسماعیل، پلاک ۱۲۵ واقع شده است.
این حمام نمره در داخل کوچه حمام گلشن نیست و سر کوچه است اما تنها مسیر آزاد از سمت میرزامحمودوزیر به این حمام دو کوچه افشار و یک کوچه دیگر (احتمالا کوچه آزادی) هستند که کوچه دوم یک گذر طاقدار طولانی دارد از این رو اکثر مردم آن کوچه را به کوچه حمام گلشن می‌شناسند. به غیر از حمام کوچه سرتخت، دو حمام قدیمی دیگر که بسیار گود هستند در کوچه میرزا محمود وزیر قرار دارند که یکی از آنها نبش کوچه هداوند بوده و بسته شد و به جای آن فلافلی باز شد و حمام عمومی دیگر حدفاصل بن بست مدرس تا کوچه افشار قرار داشته است.